# «Балтимор Рэйвенс» в сезоне 2013
Сезон 2013 стал для «Балтимор Рэйвенс» восемнадцатым в Национальной Футбольной Лиге и шестым — проведенным под руководством главного тренера Джона Харбо. «Вороны» начали сезон в статусе победителей Супербоула, и перед ними — как и перед каждыми обладателями главного трофея НФЛ — стояла задача повторить прошлогодний успех. Впервые с момента появления команды в её составе отсутствовал лайнбекер Рэй Льюис, объявивший о завершении карьеры в конце победного сезона 2012. Включая Льюиса, «Рэйвенс» потеряли в межсезонье восемь игроков стартового состава — это абсолютный рекорд НФЛ: прежде ни одна команда-победитель Супербоула не теряла перед следующим сезоном более пяти игроков.

## Драфт 2013
| Раунд | Выбор  | Игрок            | Позиция       | Колледж                              |
| ----- | ------ | ---------------- | ------------- | ------------------------------------ |
| 1     | 32     | Мэтт Илам        | Сэйфти        | Флоридский университет               |
| 2     | 56[a]  | Артур Браун      | Лайнбекер     | Университет штата Канзас             |
| 3     | 94     | Брэндон Уильямс  | Дефенсив тэкл | МССУ                                 |
| 4     | 129    | Джон Саймон      | Дефенсив энд  | Университет штата Огайо              |
| 4     | 130[b] | Кайл Ющчак       | Фуллбэк       | Гарвардский университет              |
| 5[а]  | 168[b] | Рик Вагнер       | Оффенсив тэкл | Висконсинский университет в Мадисоне |
| 6[a]  | 200    | Капрон Льюис-Мур | Дефенсив энд  | Университет Нотр-Дам                 |
| 6[a]  | 203[b] | Райан Дженсен    | Оффенсив тэкл | КСУ-Пуэбло                           |
| 7     | 238    | Аарон Мелетте    | Ресивер       | Университет Элон                     |
| 7     | 247[b] | Марк Энтони      | Корнербэк     | Калифорнийский университет в Беркли  |

Примечания
↑  «Рэйвенс» обменяли свой пик во втором раунде (под 62 общим номером) и пики в пятом (общий номер 165) и шестом (199) раунде на пик «Сиэтл Сихокс» во втором раунде под общим номером 56.
↑  Компенсационный пик.

## Календарь
| Неделя | Дата        | Начало (UTC+4) | Соперник             | Результат    | Результат        | Стадион                             | TV      | Обзор на NFL.com                                            |
| Неделя | Дата        | Начало (UTC+4) | Соперник             | Счет матча   | Результат сезона | Стадион                             | TV      | Обзор на NFL.com                                            |
| ------ | ----------- | -------------- | -------------------- | ------------ | ---------------- | ----------------------------------- | ------- | ----------------------------------------------------------- |
| 1      | 5 сентября  | 4:30           | > Денвер Бронкос     | П 27-49      | 0-1              | Спортс Ауторити Филд эт Майл Хай[a] | NBC     | Обзор Архивная копия от 6 октября 2013 на Wayback Machine   |
| 2      | 15 сентября | 21:00          | Кливленд Браунс      | В 14-6       | 1-1              | M&T Банк Стэдиум                    | CBS     | Обзор Архивная копия от 3 октября 2013 на Wayback Machine   |
| 3      | 22 сентября | 21:00          | Хьюстон Тексанс      | В 30-9       | 2-1              | M&T Банк Стэдиум                    | CBS     | Обзор Архивная копия от 10 октября 2013 на Wayback Machine  |
| 4      | 29 сентября | 21:00          | > Баффало Биллс      | П 20-23      | 2-2              | Ralph Wilson Stadium                | CBS     | Обзор Архивная копия от 7 октября 2013 на Wayback Machine   |
| 5      | 6 октября   | 21:00          | > Майами Долфинс     | В 26-23      | 3-2              | Сан Лайф Стэдиум                    | CBS     | Обзор Архивная копия от 7 октября 2013 на Wayback Machine   |
| 6      | 13 октября  | 21:00          | Грин-Бей Пэкерс      | П 17-19      | 3-3              | M&T Банк Стэдиум                    | Fox     | Обзор Архивная копия от 11 октября 2013 на Wayback Machine  |
| 7      | 20 октября  | 00:25          | > Питтсбург Стилерз  | П 16-19      | 3-4              | Хайнц-филд                          | CBS     | Обзор Архивная копия от 30 сентября 2013 на Wayback Machine |
| 8      | Перерыв     | Перерыв        | Перерыв              | Перерыв      | Перерыв          | Перерыв                             | Перерыв | Перерыв                                                     |
| 9      | 3 ноября    | 00:25          | > Кливленд Браунс    | П 18-24      | 3-5              | ФёрстЭнерджи-стэдиум                | CBS     | Обзор Архивная копия от 7 октября 2013 на Wayback Machine   |
| 10     | 10 ноября   | 21:00          | Цинциннати Бенгалс   | В 20-17 (OT) | 4-5              | M&T Банк Стэдиум                    | CBS     | Обзор Архивная копия от 30 октября 2013 на Wayback Machine  |
| 11     | 17 ноября   | 21:00          | > Чикаго Беарз       | П 20-23      | 4-6              | Soldier Field                       | CBS     | Обзор Архивная копия от 27 октября 2013 на Wayback Machine  |
| 12     | 24 ноября   | 21:00          | Нью-Йорк Джетс       | В 19-3       | 5-6              | M&T Банк Стэдиум                    | CBS     | Обзор Архивная копия от 7 ноября 2013 на Wayback Machine    |
| 13     | 28 ноября   | 4:30           | Питтсбург Стилерз    | В 22-20      | 6-6              | M&T Банк Стэдиум                    | NBC     | Обзор Архивная копия от 12 сентября 2013 на Wayback Machine |
| 14     | 8 декабря   | 21:00          | Миннесота Вайкингс   | В 29-26      | 7-6              | M&T Банк Стэдиум                    | Fox     | Обзор Архивная копия от 12 сентября 2013 на Wayback Machine |
| 15     | 16 декабря  | 4:40           | > Детройт Лайонс     | В 18-16      | 8-6              | Форд Филд                           | ESPN    | Обзор Архивная копия от 12 сентября 2013 на Wayback Machine |
| 16     | 22 декабря  | 4:30           | Нью-Ингленд Пэтриотс | П 7-41       | 8-7              | M&T Банк Стэдиум                    | CBC     | Обзор Архивная копия от 31 октября 2013 на Wayback Machine  |
| 17     | 29 декабря  | 21:00          | > Цинциннати Бенгалс | П 17-34      | 8-8              | Пол Браун Стэдиум                   | CBS     | Обзор Архивная копия от 27 сентября 2013 на Wayback Machine |

Условные обозначения
Полужирным начертанием выделены игры с соперниками по дивизиону.
↑  По традиции команда-победитель Супербоула играет первый матч нового сезона на своем домашнем стадионе, однако «Рэйвенс» были вынуждены провести выездную игру из-за совпадения времени начала матча с игрой бейсбольной командой «Балтимор Ориолс», домашним стадионом которых также является M&T Банк Стэдиум.